# Бабаян, Роксана Рубеновна
Рокса́на Рубе́новна Бабая́н (дев. Мукурдумова, в замужестве Держа́вина; род. 30 мая 1946, Ташкент) — советская и российская эстрадная певица и актриса, народная артистка РФ (1999). Член партии «Единая Россия» с 2003 года.
Вдова народного артиста РСФСР Михаила Державина (1936—2018), официально носит его фамилию, но выступает под фамилией матери.

## Биография

### Ранние годы
Роксана Бабаян родилась 30 мая 1946 года в Ташкенте в семье инженера-строителя Рубена Михайловича Мукурдумова и певицы и пианистки Седы Григорьевны Бабаян. Двоюродный брат — Юрий Арзуманов, профессор. Дальним родственником Роксаны является российский тележурналист Роман Бабаян.
В 1970 году окончила Ташкентский институт инженеров железнодорожного транспорта, факультет промышленного и гражданского строительства (ПГС). Учась в институте, участвовала в художественной самодеятельности, занимая призовые места на песенных конкурсах.

### Карьера
В год окончания вуза руководитель Государственного эстрадного оркестра Армении народный артист СССР Константин Орбелян пригласил Роксану к себе в оркестр, в Ереван, где и происходило затем её становление как профессиональной певицы. С 1973 года (по другим сведениям — с 1975 года) стала солисткой ВИА «Голубые гитары».
Поворотным моментом в карьере стало участие в международном фестивале шлягеров «Дрезден-1976» («Internationales Schlagerfestival Dresden») 16—19 сентября 1976 года в ГДР. Несмотря на очень сильный состав конкурсантов и постоянные симпатии немецкого жюри к своим исполнителям из ГДР (в 9 из 17 фестивалей именно им отдавали победу), Роксане Бабаян удалось выиграть (ввиду того, что «гран-при» в те годы не присуждался, победой считалось присуждение 1-й премии) главный международный конкурс благодаря очень интересной песне Игоря Гранова на стихи Онегина Гаджикасимова «Дождь», согласно условиям конкурса, исполненной частично на немецком языке (перевод написал Хартмут Шульце-Герлах) и продемонстрированным певицей выдающимся вокальным способностям. После фестиваля фирма «Амига» выпустила диск-гигант, куда вошла и песня Бабаян.
Благодаря этой победе, Бабаян выступила на главном советском фестивале «Песня-77» с песней Полада Бюльбюль оглы на стихи Ильи Резника «И снова солнцу удивлюсь», и, согласно хит-параду «Звуковая дорожка» газеты «Московский комсомолец» по итогам 1977 и 1978 годов входила в шестёрку самых популярных певиц СССР.
С конца 1970-х годов живёт в Москве, с 1978 года — солистка Москонцерта. В 1983 году окончила административно-экономический факультет Государственного института театрального искусства имени А. В. Луначарского (ГИТИС). В 1984 году был снят фильм-концерт «Поёт Роксана Бабаян». Во время телемоста «Москва-Гавана» 1987 года Роксана Бабаян исполнила песню «Счастье близко, счастье далеко».
Новый период популярности пришёл с конца 1980-х годов, когда Бабаян ежегодно выходила в финалы фестиваля «Песня года» с 1988 по 1996 годы. Самым популярным хитом певицы в тот период стала песня «Чары колдовские» на музыку Владимира Матецкого и стихи Михаила Шаброва (1994 год). На фирме «Мелодия» были выпущены 7 виниловых пластинок певицы. В 1980-е годы Роксана Бабаян сотрудничала с ансамблем солистов фирмы «Мелодия» под руководством Бориса Фрумкина.
В 1991 на песню «Восток — дело тонкое» (музыка В. Матецкого, слова М. Шаброва) впервые в России был создан мультипликационный видеоклип (режиссёр-аниматор Александр Горленко). Помимо этого на песни Бабаян сняты видеоклипы «Океан стеклянных слёз» (1994), «Из-за любви» (1996), «Прости» (1997) и другие. В 1998 году Роксана Бабаян записала шуточный микс «Ау» в дуэте с группой «Ляпис Трубецкой». Работала на телевидении с собственными телепроектами: «Завтрак с Роксаной» (в рамках программы «Утро» ОРТ), «Трудное счастье» (в рамках программы «Сегоднячко» НТВ) и «Роксана: Мужской журнал».
В 2007 году сыграла роль главной героини в постановке «Ханума». В 2010 году сыграла Шахерезаду в постановке Роберта Манукяна «1002-я ночь». В 2013 году представила композицию «Курс на забвение». Бабаян пела её в дуэте с Александром Ивановым, солистом группы «НАИВ». С 3 ноября 2020 года начал работу «Национальный центр творческого развития Роксаны Бабаян». Осенью 2022 года стала участником 3-го сезона шоу «Суперстар! Возвращение» на канале НТВ.

### Общественная деятельность
Попечитель фонда «Право на чудо», президент российской лиги защиты животных.
Член российской политической партии «Единая Россия».
С января по октябрь 2012 года — член «Народного штаба» (по городу Москве) кандидата на должность Президента Российской Федерации Владимира Путина.

### Личная жизнь
Первый муж — Евгений Томах (умер 18 сентября 2019 года), музыкант-саксофонист.
Второй муж — народный артист РСФСР Михаил Державин (1936—2018).
Детей нет и не было.

## Творчество

### Сольная дискография
- 1975 — Поёт Роксана Бабаян (миньон)
- 1976 — Вишня (миньон)
- 1978 — Роксана Бабаян
- 1980 — Простой сюжет / Танцуйте, люди / Моя любовь (миньон)

- 1984 — Когда ты со мной
- 1988 — Роксана
- 1991 — Другая женщина
- 1996 — Чары колдовские
- 2014 — Формула счастья

### Фильмография
- 1990 — Бабник — жена Михаила Дмитриевича.
- 1990 — Моя морячка — работница проката музыкальных инструментов.
- 1992 — Новый Одеон — жена покупателя (Александр Панкратов-Чёрный).
- 1994 — Третий не лишний — гадалка.
- 1994 — Жених из Майами — экстрасенс.
- 1996 — Импотент — Халима.
- 1998 — Примадонна Мэри — сотрудница турфирмы «Фокус-интернешнл».
- 2009 — Ханума (фильм-спектакль) — Ханума.

### Театр
- «Ханума» А. Цагарели. Режиссёр: Роберт Манукян — Ханума.

## Награды
- почётное звание «Заслуженная артистка РСФСР» (7 января 1988) — за заслуги в области советского музыкального искусства[17]
- почётное звание «Народная артистка Российской Федерации» (8 января 1999) — за большие заслуги в области искусства[18]